# Incubus (film, 1966)
Pour les articles homonymes, voir Incubus.
Pour plus de détails, voir Fiche technique et Distribution.
Incubus est un film américain réalisé par Leslie Stevens, sorti en 1966.
Le film a été restauré en 2001 grâce à une copie retrouvée à la Cinémathèque française.
Il est le deuxième long métrage tourné en espéranto après Angoroj (1964).

## Synopsis
Sur une île, dans le village de Nomen Tuum, des succubes pervertissent les hommes avant de les tuer et les donner en pâture au dieu des ténèbres. L'une d'elles, Kia, voulant se lancer un défi plus difficile que de séduire les hommes trop facilement corruptibles, part à la rencontre de Marko, un jeune soldat blessé au front et revenu auprès de sa sœur Arndis.
Kia ne peut s'empêcher de tomber amoureuse de cet homme qui lui voue un amour pur. Souillée par ces sentiments, elle fait appel à son frère, le maître des ténèbres : Incubus.
Il s'engage alors une lutte primitive entre le bien et le mal, les croyants et les démons.

## Fiche technique
- Titre : Incubus
- Réalisation : Leslie Stevens
- Scénario : Leslie Stevens
- Photographie : Conrad L. Hall
- Costumes : Forrest T. Butler
- Montage : Richard K. Brockway
- Musique : Dominic Frontiere
- Production : Anthony Taylor
- Pays de production :  États-Unis
- Format : noir et blanc — 35 mm — son mono
- Langue originale : espéranto
- Genre : Film d'horreur
- Durée : 78 minutes (1 h 18 min)
- Entrées France : 11 430 (dont 4 000 au cinéma La Pagode, Paris 7e, 3 semaines en exclusivité) (source : CNC)
- Dates de sortie :
  - États-Unis : 26 octobre 1966
  - France : novembre 1966

## Distribution
- William Shatner : Marko
- Milos Milos : Incubus
- Allyson Ames : Kia
- Ann Atmar : Arndis
- Eloise Hardt : Amaël
- Robert Fortier : Olin
- Paolo Cossa : narrateur

## Commentaires
Le film est souvent considéré comme un film culte ; ceci vient du fait qu'il est en espéranto et qu'il a été perdu pendant de nombreuses années. La bande originale avait brûlé lors d'un incendie et toutes les copies étaient également brûlées, détruites ou perdues. Une dernière copie, avec des sous-titres français a cependant été retrouvée à la cinémathèque française.
Sci Fi Channel a financé la restauration du film. Il fut édité un DVD en 2001 avec des sous-titres anglais et français. Comme la copie retrouvée contenait des sous-titres français, il a été nécessaire de placer des caches noirs au-dessus pour les sous-titres anglais. Ainsi dans la version sous-titrée en anglais, des parties de l'écran sont obscurcies.

## Choix de l'espéranto
Puisque le film met en scène des créatures démoniaques, telles que des succubes et le diable, le réalisateur ne souhaitait pas tourner en anglais. Le choix fut pris d'utiliser une langue construite. Tout d'abord l'intérêt se porte sur le volapük, mais il est phonétiquement trop ardu. Finalement, c'est l'espéranto qui est retenu, car ses racines latines se prêtent bien à l'atmosphère féerique du film. Le réalisateur a interdit tout doublage de son film.
Le choix de l'espéranto était donc tout à fait contingent et artistique. Il n'y avait aucun souci de propager la langue. On remarque d'ailleurs que les acteurs ont un accent prononcé lorsqu'ils parlent espéranto. Eux-mêmes devaient s'aider de traductions en anglais des dialogues. William Shatner, étant né au Québec, a une prononciation nasale des [ã] et des [õ] (soit an et on). Le film est d'ailleurs rarement diffusé sans sous-titres.

## Réception du film
- Des critiques ont comparé ce film à l'univers d'Ingmar Bergman. Les espérantophones sont par contre souvent déçus par la mauvaise prononciation des acteurs.

## Autour du film

### Réputation
Ce film a la réputation d'être maudit, au sein du milieu cinéphile.
1. Le film est sorti confidentiellement aux États-Unis le 26 octobre 1966 et en France en novembre 1966.
2. Un incendie détruisit le film et presque toutes ses copies quelque temps après la sortie du film. Ce n'est qu'en 1998 qu'une copie fut retrouvée à la cinémathèque française par son producteur, Anthony Taylor. Grâce à cette copie restaurée, le film est désormais disponible en vidéo et DVD depuis 2001.
3. Plusieurs acteurs connurent une destinée tragique. Ceci conféra au film une réputation de film maudit, ce que certains expliquaient par son sujet « diabolique ».

L'acteur Milos Milos "a tué sa fiancée et s'est donné la mort" en 1966.
En 1965, Milos entame une liaison avec l'actrice Barbara Ann Thomason (nom de scène Carolyn Mitchell) qui est séparée de son mari Mickey Rooney. Milos et Thomason sont retrouvés morts dans la maison de Rooney à Los Angeles en 1966. L'enquête officielle révèle que Milos a tiré sur Thomason avec le revolver chromé de calibre 38 de Rooney et s'est ensuite suicidé. L'enquête officielle a provoqué des rumeurs selon lesquelles ils ont en fait été tous deux assassinés pour se venger d'une liaison ; cependant, Rooney se trouvait à l'hôpital St. John's de Santa Monica pour se remettre d'une infection qu'il avait contractée sur place à Manille pendant le tournage d'Ambush Bay.

L'actrice Ann Atmar s'est donné la mort quelques semaines après le film.
La fille de l'actrice Eloise Hardt a été enlevée et assassinée.
La société Daystar qui a produit le film a fait faillite.

### Particularités
- Incubus est le seul long métrage américain tourné en espéranto. C'est le deuxième après un film français, Angoroj (paru en 1964), qui subit également la disparition de presque toutes ses copies.
- Le film réutilise la musique de l'épisode 10 (Nightmare, Cauchemar) de la série télévisée Au-delà du réel, créée par le réalisateur du film.
- William Shatner grandit à Montréal, c'est pourquoi il prononce certains sons à la française alors que l'espéranto ne possède pas de voyelles nasales.
- Un extrait d'Incubus est visible dans le film Blade: Trinity.